# Операция «Ковельский узел»
«Ковельский узел» — кодовое наименование диверсионной операции, проведённой советскими партизанами с 7 июня 1943 по 14 марта 1944 в районе Ковельского железнодорожного узла.

## Цель операции
Целью операции было уничтожение линий сообщения и эшелонов противника, лишение противника подкреплений.

## Итоги операции
С 7 июля 1943 года по 14 марта 1944 года партизаны под командованием А. Ф. Фёдорова уничтожили на линиях Ковельского железнодорожного узла 549 вражеских эшелонов с боеприпасами, горючим, военной техникой и живой силой.